# 宮城信勇
宮城 信勇（みやぎ しんゆう、1920年11月28日 - 2019年9月16日）は、沖縄県出身の八重山方言研究家、郷土史家。石垣市名誉市民。

## 略歴
1920年11月28日、沖縄県八重山郡石垣町（現在の石垣市）新川で生まれる。母は『八重山生活誌』で第1回伊波普猷賞を受賞した宮城文。九 州帝国大学法文学部を卒業。教員を経て、八重山群島政府文教部長、八重山地区教育長、琉球政府企画局長、沖縄電力取締役等を歴任。
定年後の1976年、母とともに石垣方言の研究をはじめ、翌1977年に『八重山ことわざ事典』を出版。2003年には、1万7千語余りを収録する『石垣方言辞典』を完成させた。1993年に東恩納寛惇賞、2016年に伊波普猷賞、2020年に吉川英治文化賞を受賞。
また、1973年の復帰記念沖縄特別国民体育大会の際には、愛称公募に応募した「若夏国体」が当選し、その名付け親となった。